# Шманкевич Володимир Іванович
Володимир Іванович Шманкевич (1830—1880) — один з найвідоміших дослідників природи чорноморських лиманів і один з перших українських гідробіологів.
Закінчив 1870 року Новоросійський університет (нині — Одеський національний університет). Вчителював у школах, присвячуючи весь вільний час вивченню природи лиманів.

## Визначні відкриття
За Борисом Мазурмовичем (1972, Розвиток зоології в Україні), «Дослідження рачків родів Artemia i Branchipus виконані Шманкевичем на матеріалах, зібраних в одеських лиманах. Як показали ці дослідження, зміни організації артемії залежать від змін солоності тих водоймищ, де вона живе. Виховуючи послідовні покоління Artemia salina у розчинах з концентрацією солі, що постійно збільшується, Шманкевич одержав форму, ідентичну іншому виду — Artemia mulhauseni. У розчинах з концентрацією солі, що поступово знижується, він одержав форми, які за деякими ознаками (число члеників черевця, форма сяжків у самця та ін.) наближаються до прісноводного рачка-зябронога (Branchipus). Спостереження і досліди Шманкевича мають значний принциповий інтерес для експериментального вивчення питання про роль умов середовища як формотворчого фактора. Вони належать до перших експериментально-екологічних досліджень у нашій країні.». Ці результати було викладено дослідником у праці «Некоторые ракообразные соляно-озерных и пресных вод и отношение их к среде» (Шиманкевич, 1875).
Після цього відкриття Володимир Іванович зазнав масштабного цькування. Від нього вимагали відректися від відкриттів, усіляко висміювали і критикували, пішли низка провокацій і підстав. Врешті, його звинуватили у крадіжці коштовного мікроскопа. не витримавши всього цього, Володимир Іванович покінчив життя самогубством. Йому було 50, він був повний сил і творчих задумів, проте суспільство його відкинуло. (Крадія мікроскопа розкрили на другий день по смерті геніального дослідника природи). Згодом всі досліди Шманкевича було повторено і результати стверджено. Окрім Мазурмовича, ці історії з деталями щодо дослідів Шманкевича і його послідовників описано в книзі з історії біології у Миколи Плавильщикова, 1941). На жаль, ім'я Володимира Шманкевича мало відоме сучасним біологам і просвітянам.

## Найвідоміші наукові праці
- «О беспозвоночных животных лиманов, находящихся вблизи Одессы» (1873).
- «Некоторые ракообразные соляно-озерных и пресных вод и отношение их к среде» (1875).